# Kanton Lasseube
Lasseube is een voormalig kanton van het Franse departement Pyrénées-Atlantiques. Het kanton maakt deel uit van het arrondissement Oloron-Sainte-Marie. Het werd opgeheven bij decreet van 25 februari 2014, met uitwerking op 22 maart 2015.

## Gemeenten
Het kanton Lasseube omvatte de volgende gemeenten:
- Aubertin
- Estialescq
- Lacommande
- Lasseube (hoofdplaats)
- Lasseubetat